# Хоргос (Китай)
Хоргос (кит. спр. 霍尔果斯市, піньїнь: Huò’ěrguǒsī Shì, каз. Қорғас, трансліт. Korgas, Khorgas) — прикордонне місто-повіт в китайській автономії Сіньцзян; складова Ілі-Казахської автономної області. 

## Географія
Хоргос лежить на Кульджинській рівнині і південних схилах пасма Боро-Хоро, однойменна річка відділяє місто від села Хоргос у Казахстані.

### Клімат
Місто знаходиться у зоні, котра характеризується вологим континентальним кліматом. Найтепліший місяць — липень із середньою температурою 26.26 °C. Найхолодніший місяць — січень, із середньою температурою -7.26 °С.
| Клімат Хоргоса               | Клімат Хоргоса | Клімат Хоргоса | Клімат Хоргоса | Клімат Хоргоса | Клімат Хоргоса | Клімат Хоргоса | Клімат Хоргоса | Клімат Хоргоса | Клімат Хоргоса | Клімат Хоргоса | Клімат Хоргоса | Клімат Хоргоса | Клімат Хоргоса |
| Показник                     | Січ.           | Лют.           | Бер.           | Квіт.          | Трав.          | Черв.          | Лип.           | Серп.          | Вер.           | Жовт.          | Лист.          | Груд.          | Рік            |
| Абсолютний максимум, °C      | 10             | 13             | 24             | 33             | 35             | 37             | 39             | 38             | 34             | 27             | 22             | 13             | 39             |
| Середній максимум, °C        | −2             | 0              | 9,6            | 18             | 23,5           | 27,9           | 30,7           | 29,4           | 23,9           | 15,9           | 6,5            | 0,3            | 15,3           |
| Середня температура, °C      | −7,3           | −5,1           | 5,3            | 13,8           | 19,3           | 23,8           | 26,3           | 25             | 19,5           | 11,1           | 1,9            | −4,4           | 10,8           |
| Середній мінімум, °C         | −13            | −11,7          | −2,2           | 5,8            | 10,8           | 15,2           | 16,8           | 15,5           | 10,9           | 4,5            | −3,3           | −9,4           | 3,3            |
| Абсолютний мінімум, °C       | −30            | −29            | −20            | −13            | −5             | 7              | 7              | 6              | −1             | −11            | −21            | −33            | −33            |
| Норма опадів, мм             | 21.3           | 20.3           | 27.7           | 44.8           | 52.5           | 95.1           | 54.9           | 41.3           | 26             | 27             | 32.6           | 20.6           | 464.1          |
| Днів з опадами               | 5,7            | 6,1            | 6,5            | 10,2           | 11,5           | 16,6           | 13,2           | 9,4            | 6,9            | 6,4            | 6,4            | 4,7            | 103,4          |
| Вологість повітря, %         | 68.2           | 71.9           | 56.3           | 44.9           | 37.1           | 38.2           | 34.2           | 34.8           | 35.7           | 43.5           | 54.3           | 61.2           | 48.4           |
| ---------------------------- | -------------- | -------------- | -------------- | -------------- | -------------- | -------------- | -------------- | -------------- | -------------- | -------------- | -------------- | -------------- | -------------- |
| Джерело: Weather and Climate |                |                |                |                |                |                |                |                |                |                |                |                |                |